# Paramimistena assimilata
Paramimistena assimilata là một loài bọ cánh cứng trong họ Cerambycidae.